# Olympische Winterspiele 2022/Snowboard – Halfpipe (Männer)
Der Snowboard-Halfpipe-Wettkampf der Männer bei den Olympischen Winterspielen 2022 wurde am 9. und 11. Februar im Genting Skiresort ausgetragen.

## Ergebnisse

### Qualifikation
9. Februar, 12:30 Uhr (Ortszeit), 5:30 Uhr (MEZ)
| Rang | #  | Abfolge | Athlet           | Land               | 1. Lauf | 2. Lauf | Bester Lauf | Anmerkung |
| ---- | -- | ------- | ---------------- | ------------------ | ------- | ------- | ----------- | --------- |
| 1    | 3  | 1       | Ayumu Hirano     | Japan              | 87,25   | 93,25   | 93,25       | Q         |
| 2    | 2  | 4       | Scott James      | Australien         | 88,25   | 91,25   | 91,25       | Q         |
| 3    | 5  | 2       | Ruka Hirano      | Japan              | 80,75   | 87,00   | 87,00       | Q         |
| 4    | 9  | 23      | Shaun White      | Vereinigte Staaten | 24,25   | 86,25   | 86,25       | Q         |
| 5    | 14 | 9       | Valentino Guseli | Australien         | 31,75   | 85,75   | 85,75       | Q         |
| 6    | 1  | 3       | Yūto Totsuka     | Japan              | 84,50   | 12,00   | 84,50       | Q         |
| 7    | 8  | 20      | Taylor Gold      | Vereinigte Staaten | 81,25   | 83,50   | 83,50       | Q         |
| 8    | 4  | 5       | Jan Scherrer     | Schweiz            | 73,50   | 79,25   | 79,25       | Q         |
| 9    | 13 | 11      | Kaishu Hirano    | Japan              | 74,75   | 77,25   | 77,25       | Q         |
| 10   | 6  | 16      | André Höflich    | Deutschland        | 75,00   | 17,75   | 75,00       | Q         |
| 11   | 7  | 19      | Patrick Burgener | Schweiz            | 70,75   | 73,00   | 73,00       | Q         |
| 12   | 11 | 25      | Chase Josey      | Vereinigte Staaten | 15,75   | 69,50   | 69,50       | Q         |
| 13   | 19 | 15      | Louie Vito       | Italien            | 60,25   | 3,25    | 60,25       |           |
| 14   | 21 | 7       | Gu Ao            | China              | 50,25   | 58,50   | 58,50       |           |
| 15   | 16 | 17      | Seamus O’Connor  | Irland             | 57,00   | 10,25   | 57,00       |           |
| 16   | 22 | 18      | Fan Xiaobing     | China              | 39,00   | 44,00   | 44,00       |           |
| 17   | 12 | 14      | Lucas Foster     | Vereinigte Staaten | 42,00   | 21,50   | 42,00       |           |
| 18   | 25 | 8       | Lee Chae-un      | Südkorea           | 26,00   | 35,00   | 35,00       |           |
| 19   | 23 | 21      | Lorenzo Gennero  | Italien            | 34,75   | 2,00    | 34,75       |           |
| 20   | 17 | 13      | Liam Tourki      | Frankreich         | 25,50   | 11,50   | 25,50       |           |
| 21   | 15 | 22      | Wang Ziyang      | China              | 20,25   | 7,50    | 20,25       |           |
| 22   | 18 | 10      | Tit Štante       | Slowenien          | 18,25   | 5,75    | 18,25       |           |
| 23   | 20 | 12      | Liam Gill        | Kanada             | 16,75   | 15,50   | 16,75       |           |
| 24   | 10 | 24      | David Hablützel  | Schweiz            | 15,50   | 14,00   | 15,50       |           |
| 25   | 24 | 6       | Gao Hongbo       | China              | 15,00   | DNS     | 15,00       |           |

### Finale
11. Februar, 9:30 Uhr (Ortszeit), 2:30 Uhr (MEZ)
| Rang | #  | Abfolge | Athlet           | Land               | 1. Lauf | 2. Lauf | 3. Lauf | Bester Lauf | Anmerkung |
| ---- | -- | ------- | ---------------- | ------------------ | ------- | ------- | ------- | ----------- | --------- |
| 1    | 3  | 12      | Ayumu Hirano     | Japan              | 33,75   | 91,75   | 96,00   | 96,00       |           |
| 2    | 2  | 11      | Scott James      | Australien         | 16,50   | 92,50   | 47,75   | 92,50       |           |
| 3    | 4  | 5       | Jan Scherrer     | Schweiz            | 70,50   | 87,25   | 7,50    | 87,25       |           |
| 4    | 9  | 9       | Shaun White      | Vereinigte Staaten | 72,00   | 85,00   | 14,75   | 85,00       |           |
| 5    | 8  | 6       | Taylor Gold      | Vereinigte Staaten | 81,75   | 25,00   | 20,00   | 81,75       |           |
| 6    | 14 | 8       | Valentino Guseli | Australien         | 75,75   | 79,75   | 79,75   | 79,75       |           |
| 7    | 11 | 1       | Chase Josey      | Vereinigte Staaten | 62,50   | 23,00   | 79,50   | 79,50       |           |
| 8    | 6  | 3       | André Höflich    | Deutschland        | 13,25   | 76,00   | 50,00   | 76,00       |           |
| 9    | 13 | 4       | Kaishu Hirano    | Japan              | 75,50   | 37,75   | 15,75   | 75,50       |           |
| 10   | 1  | 7       | Yūto Totsuka     | Japan              | 62,00   | 69,75   | 26,50   | 69,75       |           |
| 11   | 7  | 2       | Patrick Burgener | Schweiz            | 54,50   | 5,75    | 69,50   | 69,50       |           |
| 12   | 5  | 10      | Ruka Hirano      | Japan              | 13,00   | 11,75   | 9,25    | 13,00       |           |